# Непрощённый (фильм, 2018)
«Непрощённый» — российский драматический фильм режиссёра Сарика Андреасяна, снятый на основе реальных событий авиакатастрофы над Боденским озером. Главную роль сыграл Дмитрий Нагиев.
Премьера фильма в России состоялась 27 сентября 2018 года. Телевизионная премьера фильма состоялась 19 февраля 2021 года на телеканале «НТВ».

## Сюжет
В прологе к фильму демонстрируются кадры разбитого самолёта. Затем показывают подсудимого в зале суда, где он в своей речи произносит, что умер в день катастрофы и что нет большего наказания для мужчины, чем потеря семьи.
Действие фильма начинается с того, что летом 2001 года инженер-строитель Виталий Калоев отказывается утвердить недостроенное здание, наглядно продемонстрировав, что объект был построен с нарушениями техники безопасности, и заявляя, что лучше заплатить штраф за срыв сроков, чем рисковать жизнями людей.
Виталий возвращается с работы в свой дом, где его ждут жена Светлана и двое детей: 4-летняя Диана и 10-летний Константин. Диана играет с котом, а Константин разбирает партию в шахматы между Гарри Каспаровым и Анатолием Карповым. Уложив детей спать, Виталий говорит жене, что ему предлагают контракт в Барселоне сроком на 1 год. Светлана рекомендует согласиться. Уезжая в аэропорт, Виталий дарит сыну новые шахматы, а дочери — жемчужное ожерелье.
Год спустя, завершив контракт, Виталий зовёт семью к себе в Барселону, чтобы через несколько дней всем вместе вернуться домой. 1 июля 2002 года Светлана с детьми приезжают в Москву, но билетов в кассе аэропорта Домодедово не оказывается, и им предлагают чартер. Так они оказываются на борту самолёта Ту-154М, летящего рейсом BTC 2937 Москва—Барселона, где кроме них находятся ещё 50 детей.
Тем временем в Цюрихе в диспетчерском центре компании «Skyguide» авиадиспетчер Петер Нильсен просит коллегу принести ему кофе. Тот соглашается, хотя по инструкции один авиадиспетчер не может находиться за двумя пультами. Оставшись один, Петер Нильсен не успевает вовремя среагировать на то, что на одном лётном эшелоне оказались два самолёта: авиалайнер Ту-154М авиакомпании «Башкирские авиалинии (БАЛ)» (рейс BTC 2937 Москва—Барселона) и грузовой самолёт Boeing 757-200PF авиакомпании DHL (рейс DHX 611 Мухаррак—Бергамо—Брюссель). Системы TCAS обоих самолётов сигналят пилотам об опасности столкновения, но Петер Нильсен отдаёт пилотам команды, расходящиеся с командами системы TCAS. Пилоты обоих самолётов следуют указаниям авиадиспетчера, из-за чего происходит авиакатастрофа.
Виталий, ждущий семью в аэропорту Барселоны, видит, что с электронного табло пропала информация о его рейсе. В то же время по телевизору сообщают о странном взрыве над Боденским озером. Через некоторое время Виталий, как и множество других встречающих, узнают о произошедшей трагедии. Виталий от услышанного теряет сознание, приходит в себя в медпункте, прямо оттуда отправляется обратно в аэропорт и летит в Иберлинген. Пожарные сначала не пускают Виталия на место авиакатастрофы, но, узнав, что этим рейсом летела его семья, дают ему униформу и флажки. Виталий находит сначала бусинки от жемчужного ожерелья, а потом тело дочери и начинает горько оплакивать её.
Дальнейшее действие фильма охватывает 2002 и 2003 годы. Виталий Калоев ежедневно посещает могилу своей семьи. Потеряв интерес к жизни и практически перестав разговаривать, он слушает только сводки новостей об авиакатастрофе и собирает вырезки из газет. Услышав однажды имя авиадиспетчера Петера Нильсена, Виталий записывает его у себя на руке. У брата с сестрой Виталий только изредка спрашивает, где кот, но они не отвечают.
Виталий едет в Башкирию на открытие мемориала. Там он знакомится с Владимиром Савчуком, также потерявшим в авиакатастрофе всех родных. Чуть позже они снова встречаются на месте трагедии под Иберлингеном, где в первую годовщину авиакатастрофы тоже открыт мемориал в виде разорванного жемчужного ожерелья. Виталий рассчитывает пообщаться с представителями диспетчерской компании «Skyguide». Ему удаётся познакомиться с президентом Алланом Росье. Тот предлагает Виталию денежную компенсацию, но Виталий отказывается от денег и требует просто попросить у него прощения.
Руководство компании «Skyguide» на одном из совещаний, на котором так же присутствует Петер Нильсен, решает, что вопрос денежной компенсации родственникам жертв нужно решать, но извинения до окончания официального расследования причин катастрофы приносить нельзя, так как это будет означать, что компания признала свою вину. Виталий ещё неоднократно пытается связаться с Алланом Росье, но тот даёт понять, что готов обсуждать только размер денежной компенсации.
Виталий берёт у брата телефон частного детектива, который когда-то нашёл его угнанный автомобиль. Детектив соглашается узнать адрес Петера Нильсена и через 3 месяца узнаёт его. Виталий ещё раз посещает могилу семьи и наказывает работнику кладбища, чтобы тот ставил свежие цветы, но не сообщает, когда сам вернётся сюда в следующий раз.
24 февраля 2004 года Виталий летит в Швейцарию и покупает в гостинице сувенирный нож. Он предпринимает ещё одну неудачную попытку созвониться с Алланом Росье, после чего идёт по адресу, который ему сообщил детектив. Дверь ему открывают Петер Нильсен с ребёнком. Отправив ребёнка в дом, Нильсен интересуется у Виталия, зачем он пришёл. Тот показывает фотографию жены и детей и требует, чтобы Петер Нильсен попросил прощения, но вместо этого авиадиспетчер прогоняет Виталия и выбивает фотографию из его руки. Виталий наносит Петеру Нильсену 12 ножевых ранений, отчего тот погибает на месте.
Полиция арестовывает Виталия в гостиничном номере. На суде Виталий произносит речь, с которой начинается фильм. При этом он задаёт вопрос суду, как бы кто-нибудь другой поступил на его месте, но не требует и не получает ответа. Виталия приговаривают к 8 годам лишения свободы, хотя прокурор требовал 12. Фактически Виталий проводит в одиночной камере чуть больше 3 лет; его освобождают досрочно, после того как компанию «Skyguide» и авиадиспетчера Петера Нильсена официально признают виновными в авиакатастрофе. Аллан Росье по-русски публично признаёт вину и приносит официальные извинения.
В аэропорту Виталия встречают журналисты. Он коротко отвечает на их вопросы, что не испытывал никаких предчувствий ни до, ни, тем более, после трагедии. Также он заявляет, что «с Богом я поссорился» и что сейчас он поедет на могилу к родным. Посетив могилу впервые после тюремного заключения, Виталий кается перед женой и детьми и плачет.
В эпилоге к фильму Виталий находит на пороге своего дома котёнка и берёт себе. Далее сообщается, что несколько руководителей компании «Skyguide» были приговорены к денежным штрафам и условным тюремным срокам, а Виталий Калоев всю жизнь проработал в сфере строительства и недавно вышел на пенсию.
Во время финальных титров демонстрируются фрагменты видеозаписей последствий авиакатастрофы над Боденским озером 1 июля 2002 года и интервью с реальным Виталием Калоевым.

## В ролях
- Дмитрий Нагиев — Виталий Калоев
- Марджан Аветисян — Светлана Калоева, жена Виталия
- Роза Хайруллина — Зоя, сестра Виталия
- Самвел Мужикян — Юрий, брат Виталия
- Михаил Горевой — Владимир Савчук
- Андрюс Паулавичюс — Петер Нильсен
- Ирина Безрукова — сотрудница аэропорта Домодедово
- Карина Каграманян — Диана Калоева, дочь Виталия
- Артём Шкляев — Константин Калоев, сын Виталия
- Вадим Цаллати — друг семьи Калоевых
- Себастьян Сисак — Станислас, следователь
- Микаэл Джанибекян — частный детектив
- Лисавета Сахнова — журналистка
- Александр Лырчиков — сосед Калоева в самолёте
- Павел Савинов — испанец в аэропорту Барселоны
- Оливье Сиу — Аллан Росье
- Алексей Дозорцев — репортёр в аэропорту, задающий вопрос Калоеву после возвращения

## Съёмочная группа
- Авторы сценария — Алексей Гравицкий, Сергей Волков, Мэттью Джейкобс
- Режиссёр-постановщик — Сарик Андреасян
- Оператор-постановщик — Морад Абдель Фаттах
- Композитор — Марк Дорбский

## Критика
Фильм получил неоднозначные оценки кинокритиков. Фильм разгромили в таких изданиях как «Российская газета», «25-й кадр», Time Out, Meduza (Антон Долин). Нейтральные рецензии опубликовали «Афиша», ivi (Сергей Кудрявцев), Film.ru, Intermedia. Среди немногих изданий, чьим обозревателям понравился «Непрощённый», — «Киноафиша», «Вокруг ТВ» и «Московский комсомолец».

## Награды
- 2018 — Первый открытый фестиваль популярных киножанров «Хрустальный источникъ» (Ессентуки)[18]:
  - Приз «За лучшую мужскую роль» (Дмитрий Нагиев)
  - Приз прессы
  - Приз зрительских симпатий

## Комментарии
1. ↑  В реальной жизни коллега Петера Нильсена ушёл на перерыв, и тот остался один в ночную смену за двумя терминалами. Кроме того, в диспетчерском центре была отключена телефонная связь
2. ↑  В реальной жизни Виталий Калоев не признал себя виновным в убийстве Петера Нильсена. Согласно его показаниям, авиадиспетчер действительно выбил фотографию из его руки, а что было дальше, Виталий, по его словам, не помнит
3. ↑  В реальной жизни Виталия Калоева освободили досрочно за примерное поведение